# Meleg-hegy (Velencei-hegység)
352 méter magas Meleg-hegy a Velencei-tótól északra húzódó Velencei-hegység legmagasabb pontja.
A név a meleg melléknév és hegy főnév összetétele. Azzal magyarázható, hogy a hegy fő tömegét gránit alkotja, amely rossz hővezető, s forró nyári napokon a levegő lehűlése után még sokáig sugározza a felvett meleget. Metamorfizálódott gránitból és kvarcitból áll.